# Pfeifer Brothers Department Store
Pfeifer Brothers Department Store was een warenhuis aan South Main Street 522-524 in het centrum van de stad Little Rock in de Amerikaanse staat Arkansas. 
Het warenhuis was gevestigd in een, nog steeds bestaand, groot bakstenen gebouw van drie verdiepingen, met dragende bakstenen muren en een stalen binnenframe. De begane grond is voorzien van etalages met glas-in-loodramen, gescheiden door bakstenen pilasters met terracotta kapitelen.
De ingangen bevinden zich aan de gevels aan Main Street en Sixth Street. Boven de ramen op de derde verdieping aan de gevel van Main Street bevinden zich rondboogelementen met daarboven kleine ronde ramen, terwijl de gevel aan Sixth Street op dezelfde plaats uitkragende bakstenen elementen heeft. 
Het werd in 1899 gebouwd door de Lasker Brothers naar een ontwerp van Charles L. Thompson en was jarenlang de thuisbasis van de Pfeifer Brothers-winkel, een van de belangrijkste warenhuizen van de stad. In de jaren 1960 werd het warenhuis overgenomen door Dillard's.
Het gebouw werd in 2000 op de National Register of Historic Places geplaatst. 